# Трећи митридатски рат
Трећи митридатски рат је последњи и најдужи од Митридатских ратова. Вођен је између Понтске краљевине и њених савезника и Римске републике. Трајао је од 73. п. н. е. до 63. п. н. е. Понтску краљевину је предводио Митридат VI од Понта док је римску војску предводио Луције Лициније Лукул Млађи до 68. године п. н. е, а потом Гнеј Помпеј Велики. Рат је завршен поразом Понтске краљевине која је једним делом ушла у састав римске провинције Битинија и Понт, а остатак је постао римска вазална држава. Митридат VI од Понта је извршио самоубиство.